# Održiva energija
Održiva energija ili zelena energija je energetski učinkovit način proizvodnje i korištenja energije koji ima što manje štetnog utjecaja na okoliš. Održivi razvoj je onaj razvoj koji zadovoljava današnje potrebe, bez ugrožavanja mogućnosti da i buduće generacije ostvare svoje potrebe. Održiva gradnja je svakako jedan od značajnijih dijelova održivog razvoja, a uključuje upotrebu građevinskih materijala koji nisu štetni po okoliš, energetsku učinkovitost zgrada i gospodarenje otpadom koji je nastao pri gradnji i rušenju građevina. U vezi s održivim razvojem, održiva gradnja mora osigurati trajnost, kvalitetu oblikovanja i konstrukciju uz financijsku, ekonomsku i ekološku prihvatljivost. 
Održiva energija obuhvaća korištenje obnovljive energije (hidroenergija, energija vjetra, sunčeva energija, energija valova, geotermalna energija, energija biomase, energija plime i oseke, te vodikova ekonomija) i energetsku učinkovitost kod njenog korištenja.

## Obnovljiva energija
Obnovljiva energija je energija stvorena iz prirodnih izvora, poput sunčeve svjetlosti, vjetra, kiše, valova i geotermalne topline koji su obnovljivi (prirodno iznova punjivi). Tehnologije obnovljivih izvora energije uključuju sunčevu energiju, snagu vjetra, hidroenergiju, energiju biomase i biogoriva. Gotovo sva obnovljiva energija dolazi od Sunca. Sunce prema Zemlji zrači oko 5,25 kWh/m2 na dan (Sunčeva konstanta je 1,366 kW/m2). Nakon stoljeća korištenja energije fosilnih goriva, danas se globalna slika mijenja, a obnovljiva energija se sve više smatra jednim od ključnih čimbenika budućeg razvoja Zemlje.
U 2006. godini oko 18% ukupno potrošene energije proizlašlo je iz obnovljivih izvora energije, pri čemu 13% otpada na tradicionalnu biomasu (spaljeno drvo). Snaga vode je sljedeći najveći obnovljivi izvor s 3%, a topla voda (grijanje) slijedi s 1,3%. Iz novih tehnologija poput geotermalne energije, energije vjetra, Sunca i oceana zajednički je iskorišteno 0,8% od ukupno potrošene energije. Tehničke mogućnosti za njihovu uporabu je velik, premašujući sve ostale već dostupne izvore, te su bili preporučeni kao prvenstveni izvori.

### Hidroenergija
Hidroenergija, hidraulička energija ili energija vode je snaga dobivena iz sile ili energije tekuće vodene mase, koja se može upotrijebiti u čovjeku korisne svrhe. Prije nego što je komercijalna električna energija postala široko dostupna, energija vode se koristila za navodnjavanje i pogon raznih strojeva, poput vodenica, strojeva u tekstilnoj industriji, pilana, lučkih dizalica ili dizala.

### Energija vjetra
Energija vjetra se pretvara je u korisni oblik energije, električnu energiju, pomoću vjetroelektrana. U klasičnim vjetrenjačama energiju vjetra pretvaramo u mehaničku, te je kao takvu direktno koristimo za mljevenje žitarica ili pumpanje vode. Krajem 2007. instalirana snaga vjetroelektrana u svijetu bila je 94,1 GW. Trenutno vjetroelektrane pokrivaju tek 1% svjetskih potreba za električnom energijom, dok u Danskoj ta brojka iznosi 19%, Španjolskoj i Portugalu 9%, Njemačkoj i Irskoj 6% (podaci za 2007.). Električnom energijom iz vjetra vjetroelektrane snabdijevaju elektro energetsku mrežu kao što i pojedinačni vjetroagregati napajaju izolirana mjesta. Vjetar je bogat, obnovljiv, lako dostupan i čist izvor energije. Nedostatak vjetra rijetko uzrokuje nesavladive probleme kada u malom udjelu sudjeluje u opskrbi električnom energijom, ali pri većem oslanjanju na vjetar dovodi do većih gubitaka.

### Sunčeva energija
Sunčeva energija ili solarna energija je energija Sunca, njegova svjetlost i toplina koju ljudi koriste od davnina uz pomoć raznih tehnologija. Sunčeva svjetlost uz druge obnovljive izvore kao što su vjetar, energija valova i biomasa, se računaju u najčešće dostupne obnovljive izvore energije na Zemlji. Upotrebljava se samo mali dio sunčeve energije od one koja je na raspolaganju. Sunčeva energija pruža električnu energiju pomoću toplinskih strojeva ili fotonaponskih sustava. Jednom pretvorena, njena upotreba je ograničena samo ljudskom genijalnošću. Djelomični popis sunčevih sustava uključuje prostor za grijanje i hlađenje kroz pasivnu solarnu arhitekturu, pitku vodu kroz destilaciju i dezinfekciju, toplinsku energiju za kuhanje i visoku temperaturu procesa topline za industrijske svrhe.
Sunčeve tehnologije su široko karakterizirane ili kao pasivne ili aktivne, ovisno o načinu sakupljanja, pretvaranja i raspodjele sunčevog svjetla. Aktivne tehnike uključuju uporabu fotonaponskih članaka i sunčevih toplovodnih kolektora (s električnom ili mehaničkom opremom) kako bi pretvorili sunčevu svjetlost u korisne izlazne jedinice. Pasivne tehnike uključuju orijentaciju zgrade prema Suncu, odabir materijala s povoljnim termalnim svojstvima ili svojstvima raspršivanja svjetlosti, te projektiranje prostora kod kojih prirodno cirkulira zrak.

### Geotermalna energija
Geotermalna energija postoji otkad je stvorena Zemlja. Nastaje polaganim prirodnim raspadanjem radioaktivnih elemenata koji se nalaze u zemljinoj unutrašnjosti. Duboko ispod površine voda ponekad dospije do vruće stijene i pretvori se u kipuću vodu ili paru. Kipuća voda može dosegnuti temperaturu od preko 150 ºC, a da se ne pretvori u paru jer je pod visokim tlakom. Kad ta vruća voda dospije do površine kroz pukotinu u zemljinoj kori, zovemo je vrući izvor. Ako izlazi pod tlakom, u obliku eksplozije, zove se gejzir. Vrući izvori se širom svijeta koriste kao toplice, u zdravstvene i rekreacijske svrhe. Vrućom vodom iz dubine Zemlje mogu se grijati staklenici i zgrade. Na Islandu, koji je poznat po gejzirima i aktivnim vulkanima, mnoge zgrade i bazeni griju se geotermalnom vrućom vodom.  Vruća voda i para iz dubine Zemlje mogu se koristiti i za proizvodnju električne energije. Buše se rupe u zemlji i cijevi spuštaju u vruću vodu. Vruća voda ili para (pod nižim tlakom vruća voda pretvara se u paru) uspinje se tim cijevima na površinu. Geotermalna elektrana je kao svaka druga elektrana, osim što se para ne proizvodi izgaranjem goriva već se crpi iz zemlje. Daljnji je postupak s parom isti kao kod konvencionalne elektrane: para se dovodi do parne turbine koja pokreće rotor električnog generatora. Nakon turbine para odlazi u kondenzator, kondenzira se, da bi se tako dobivena voda vratila natrag u geotermalni izvor.

### Energija biomase
Pod energijom biomase razumijemo energiju koja se u pravilu oslobađa oksidacijom (gorenje) raznih organskih materijala. Najuobičajeniji i najtradicionalniji način korištenja ove energije je klasična vatra. Smatra se da je otkriće vatre, zapravo njeno kontrolirano korištenje, pokrenulo razvoj i "napredak" ljudske vrste, odnosno civilizacije. Izgleda da je civilizacija sada zatvorila puni krug - nakon što je moderno društvo gotovo zaboravilo drvo i slične materijale kao gorivo, a uljuljano u blagodati moderne, pomodne i jeftine nafte, sada se pojavljuju razne direktive koje traže da se toliko i toliko fosilnih goriva zamijeni gorivima iz obnovljivih organskih izvora.

#### Biogoriva
Biogoriva su goriva koja se dobivaju preradom biomase. Njihova energija je dobivena fiksacijom ugljika, tj. redukcijom ugljika iz zraka u organske spojeve. Za razliku od ugljika koji oslobađaju fosilna goriva mijenjajući klimatske uvjete na Zemlji, ugljik u biogorivima dolazi iz atmosfere, odakle ga biljke uzimaju tijekom rasta. Iako su fosilna goriva dobivena fiksacijom ugljika, ne smatraju se biogorivima jer sadrže ugljik koji se ne izmjenjuje u prirodi već dugo vremena. Biogoriva postaju popularna zbog rasta cijena nafte, potrebe za sigurnijom dobavom energije, zabrinutosti zbog štetnih emisija stakleničkih plinova. 2010. svjetska proizvodnja biogoriva dosegla je 105 milijardi litara, s porastom od 17% u odnosu na 2009. U prometu ona zauzimaju 2,7%, s najvećim udjelom bioetanola i biodizela. Svjetska proizvodnja bioetanola je dosegla 86 milijardi litara, a najveći proizvođači su Sjedinjene Američke Države i Brazil (zauzimaju 90% svjetske proizvodnje). Najveći proizvođači biodizela su zemlje Europske unije s udjelom od 53% u svjetskoj proizvodnji. Prema podatcima Internacionalne energetske agencije (engl. International Energy Agency), do 2050. biogoriva mogu zadovoljiti četvrtinu svjetske potrebe za gorivima u prometu. Globalno, biogoriva se najčešće koriste za prijevoz i u kućanstvu. Većina goriva za prijevozna sredstva su kapljevita jer vozila zahtijevaju veliku gustoću energije, kao što je ona koja je sadržana u kapljevinama i krutinama. Veliku gustoću energije najlakše i najefikasnije je dobiti motorom s unutarnjim izgaranjem, a on zahtijeva da gorivo bude čisto. Goriva koja najlakše izgaraju su kapljevita i plinovita (mogu se ukapljivati), praktična su za prijenos i izgaraju čisto (bez krutih produkata).

### Energija plime i oseke
Energija plime i oseke spada u oblik hidroenergije koja gibanje mora uzrokovano mjesečevim mjenama ili padom i porastom razine mora koristi za pretvorbu u električnu energiju i druge oblike energije. Za sad još nema većih komercijalnih dosega na eksploataciji te energije, ali potencijal nije mali. Energija plime i oseke ima potencijal za stvarnje električne energije u određenim dijelovima svijeta, odnosno tamo gdje su morske mijene izrazito naglašene. Morske mijene su predvidljivije od energije vjetra i sunčeve energije. Taj način proizvodnje električne energije ne može pokriti svjetske potrebe, ali može dati veliki doprinos u obnovljivim izvorima. Razlika u visini plime i oseke varira između (4,5-12,5 m) ovisno o geografskoj lokaciji. Npr. amplitude plime i oseke u Jadranskom moru su 1 m, a na Atlantskom, Tihom i Indijskom oceanu prosječno od 6 do 8 m. Na pojedinim mjestima obale u zapadnoj Francuskoj i u jugozapadnom dijelu Velike Britanije amplituda dostiže i više od 12 m. Na zapadnoeuropskoj atlantskoj obali vremenski razmak između dvije plime iznosi 12 sati i 25 minuta, a na obalama Indokine nastaje samo jedna plima u 24 sata. Za ekonomičnu proizvodnju je potrebna minimalna visina od 7 m. Procjenjuje se da na svijetu postoji oko 40 lokacija pogodnih za instalaciju plimnih elektrana.

### Energija valova
Elektrane na valove su elektrane koje koriste energiju valova za proizvodnju električne energije. Energija valova je obnovljivi izvor energije. To je energija uzrokovana najvećim dijelom djelovanjem vjetra o površinu oceana. Snaga valova se razlikuje od dnevnih mijena plime/oseke i stalnih cirkularnih oceanskih struja.  Za korištenje energije valova moramo odabrati lokaciju na kojoj su valovi dovoljno česti i dovoljne snage. Energija vala naglo opada s dubinom vala, te tako u dubini od 50 m iznosi svega 2% od energije neposredno ispod površine. Snaga valova procjenjuje se na 2 x 109 kW, čemu odgovara snaga od 10 kW na 1 metar valjne linije. Ta snaga varira ovisno o zemljopisnom položaju, od 3 kW/m na Mediteranu do 90 kW/m na Sjevernom Atlantiku. Energija valova tijekom vremena varira (više i većih valova ima u zimskom periodu ) i ima slučajni karakter. Stvaranje snage iz valova trenutno nije široko primijenjena komercijalna tehnologija, iako su postojali pokušaji njenog korištenja još od 1890. U 2008. pokušano je napraviti zglobni plutajući prigušnik Pelamis u Portugalu, u hidroelektrani na valove Aguçadoura. Koristila je 3 zglobna plutajuća prigušnika Pelamis P-750 i imala ukupno instaliranu snagu 2,25 MW. U studenom iste godine električni generatori su izvađeni iz mora, a u ožujku 2009. projekt je zaustavljen na neodređeno vrijeme. Druga faza projekta u kojoj je trebalo biti ugrađeno dodatnih 25 Pelamis P-750 strojeva i koja je trebala povećati snagu na 21 MW, je u pitanju zbog povlačenja nekih partnera s projekta.

### Vodikova ekonomija
Vodikova ekonomija ili ekonomija vodika je ideja promjene svjetske ekonomije energije ovisne o nafti u onu temeljenu na vodiku. Kada se govori o vodikovoj ekonomiji, u prvom redu se misli na ekološki prihvatljivu proizvodnju vodika u velikim količinama i primjenu u dva velika područja: prijevozu i energetici. Glavni razlog je zagađenje koje izazivaju automobili s pogonom na fosilna goriva (ugljikovodike). Samo u SAD 2001., emisija iz motornih vozila bila je veća od 500 milijuna tona ekvivalentnog ugljika. Prije skoro 50 godina u znanstvenoj i tehničkoj literaturi najavljena je uporaba vodika kao primarnog energetskog izvora u prijevozu i elektroenergetici. Kasnih 1960-tih godina, u NASA Apollo programu upotrijebljena je gorivi članak na vodik kao energetski izvor. U 2003. predsjednik SAD-a Bush i predsjednik EU Prodi potvrdili su viziju vodikove ekonomije. Američko ministarstvo za energiju inicirao je uporabu vodikova goriva, prema kojoj bi vodikova era započela 2024.
Ideja o vodikovoj ekonomiji nije tako nova. Još 1875. francuski pisac Jules Verne prorekao je da komponente vode, vodik i kisik, mogu osigurati neograničene količine električne energije i topline. Ali sve do danas, to je ostala znanstvena fantastika. Čovječanstvo ipak postaje sve svjesnije da put kojim ide u energetici ne vodi nikuda. Korištenje pretežito fosilnih goriva za dobivanje energije dovelo je već do velikih globalnih problema (globalno zatopljenje, povećanje stakleničkih plinova, porast razine mora), rješenje kojih već sada traži visoku cijenu.

## Energetska učinkovitost
Energetska učinkovitost je suma isplaniranih i provedenih mjera čiji je cilj korištenje minimalno moguće količine energije tako da razina udobnosti i stopa proizvodnje ostanu sačuvane. Pojednostavljeno, energetska učinkovitost znači uporabiti manju količinu energije (energenata) za obavljanje istog posla (grijanje ili hlađenje prostora, rasvjetu, proizvodnju raznih proizvoda, pogon vozila, i dr.). Pod pojmom energetska učinkovitost podrazumijevamo učinkovitu uporabu energije u svim sektorima krajnje potrošnje energije: industriji, prometu, uslužnim djelatnostima, poljoprivredi i u kućanstvima.
Važno je istaknuti da se energetska učinkovitost nikako ne smije promatrati kao štednja energija. Naime, štednja uvijek podrazumijeva određena odricanja, dok učinkovita uporaba energije nikada ne narušava uvjete rada i življenja. Nadalje, poboljšanje učinkovitosti potrošnje energije ne podrazumijeva samo primjenu tehničkih rješenja. Štoviše, svaka tehnologija i tehnička oprema, bez obzira koliko učinkovita bila, gubi to svoje svojstvo ako ne postoje obrazovani ljudi koji će se njome znati služiti na najučinkovitiji mogući način. Prema tome, može se reći da je energetska učinkovitost prvenstveno stvar svijesti ljudi i njihovoj volji za promjenom ustaljenih navika prema energetski učinkovitijim rješenjima, negoli je to stvar složenih tehničkih rješenja.

### Energetska ili toplinska bilanca zgrade
Potrošnja energije u zgradi ovisi kako o karakteristikama same zgrade (njezinog oblika i konstrukcijskih materijala), karakteristikama energetskih sustava u njoj (sustava grijanja, električnih uređaja i rasvjete, i drugo), ali i o klimatskim uvjetima podneblja na kojem se zgrada nalazi. Osnovni pojmovi za analizu potrošnje energije u zgradama su: toplinski gubici i dobici, koeficijent prolaska topline, stupanj-dan grijanja, stupanj korisnog djelovanja. Oni su ključni za određivanje energetske ili toplinske bilance zgrade. Osnovna karakteristika postojeće izgradnje u Hrvatskoj je neracionalno velika potrošnja svih tipova energije, prvenstveno energije za grijanje, ali porastom standarda sve više i za hlađenje zgrada. Energetska potrošnja namijenjena za grijanje, pripremu tople vode i kondicioniranje zraka (klimatizacija), predstavlja najznačajniji dio energetske potrošnje u zgradama
Zgrade su najveći pojedinačni potrošači energije, a time i veliki zagađivač okoliša. Zbog dugog životnog vijeka zgrada, njihov je utjecaj na okoliš u kojem živimo dug i stalan i ne možemo ga zanemarivati. Građenje se prečesto vodi kao isključivo ekonomski proces, a zapravo je u prvom redu ekološki, socijalni i kulturni fenomen, koji treba zadovoljiti ljudske potrebe i želje. Ekonomski interesi često imaju puno veću moć od ekoloških interesa. Nagli razvoj tržišta, ekonomije, prodor i utjecaj kapitala i medija s jedne strane i nevjerojatno širenje gradnje u Hrvatskoj u zadnje vrijeme, ostavljaju trag na arhitektonskim ostvarenjima koje su često upitne kvalitete.
Uspješna primjena mjera energetske učinkovitosti u zgradarstvu temelji se na:
- povećanju toplinske zaštite postojećih i novih zgrada;
- povećanju učinkovitosti sustava grijanja, hlađenja i ventilacije;
- povećanju učinkovitosti sustava rasvjete i energetskih trošila;
- uvođenju energetskog certifikata kao sustava označavanja zgrada prema godišnjoj potrošnji energije.

### Pasivna sunčeva arhitektura
Pasivna sunčeva arhitektura je pojam koji se odnosi se na građevine koje su građene tako da same djeluju ujedno kao sunčev kolektor i spremnik topline. Ovakav način korištenja Sunčeve energije je vrlo učinkovit i jeftin, jer nije potrebna nikakva dodatna oprema. Građevina građena prema pasivnim sunčevim pravilima ne mora biti skuplja od klasične, jer bit pasivne sunčeve arhitekture leži u dobrom, funkcionalnom dizajnu, a ne u korištenju neke specijalne tehnologije. Rezultat ovakve gradnje može biti smanjenje potrebe za drugim gorivima u svrhu grijanja čak i do 90%. Pasivna solarna energija je daleko učinkovitija i puno jeftinija od aktivnih solarnih sustava, jer za početak nije potrebno kupiti nikakvu opremu. Osim toga kod aktivnih sustava je potrebno ulagati dodatnu energiju za distribuciju akumulirane topline, najčešće električnu energiju za pogon pumpe koja toplu vodu tjera kroz radijatore. Loša strana priče je to što jednom već izgrađena građevina, ako nije u samom procesu gradnje građena u skladu s pasivnim sunčevim načelima, nikako ili teško može postati pasivnom solarnom građevinom.

### Obična, niskoenergetska i pasivna kuća
Gradnja kuće za svakog je pojedinca velik izazov, ali i velika investicija. Prije samog početka gradnje kuće treba odlučiti o puno stvari: koliko velika će biti kuća, koliko i kakvih će imati prostorija, od kakvih će materijala biti izgrađena, kakvi će biti prozori, kakav krov, kakvo grijanje, hlađenje, izolacija i fasada, a u posljednje vrijeme i kakvog će kuća biti energetskog standarda – obična, niskoenergetska ili pasivna.
Nazivi niskoenergetska kuća i pasivna kuća ne označavaju direktno način same gradnje kuće, već prvenstveno označavaju potrošnju energije za grijanje. Ovakve se kuće danas grade kako bi se uštedjelo na energiji za grijanje i hlađenje, te preko toga i smanjilo zagađenje okoliša tj. smanjilo ispuštanje ugljikovog dioksida u prirodni okoliš. Osim uštede i očuvanja okoliša takvim se načinom gradnje ujedno i povećava ugodnost življenja. Treba naglasiti da se do naziva niskoenergetska ili pasivna kuća ne može doći samo podebljanjem izolacije i zamjenom stolarije. Kod takvih se kuća mora posvetiti puno pažnje prvom koraku - projektiranju – koje kod takvih kuća obavezno mora biti multidisciplinarno, što znači sudjelovanje stručnjaka iz više polja, od arhitekta, strojara, električara do građevinara.

### Toplinska izolacija zgrada
Toplinska izolacija zgrada smanjuje toplinske gubitke zimi, pregrijavanje prostora ljeti, te štiti nosivu konstrukciju od vanjskih uvjeta i jakih temperaturnih naprezanja. Toplinski izolirana zgrada je ugodnija, produžuje joj se životni vijek i doprinosi zaštiti okoliša. Dobro poznavanje toplinskih svojstava građevinskih materijala jedan je od preduvjeta za projektiranje energetski efikasnih zgrada. Toplinski gubici kroz građevni element ovise o sastavu elementa, orijentaciji i koeficijentu toplinske vodljivosti λ. Što je koeficijent prolaska topline U manji, to je toplinska zaštita zgrade bolja.
Na toplinsku zaštitu utječu debljina sloja toplinske izolacije i koeficijent toplinske vodljivost materijala λ (W/mK). Ponuda toplinsko izolacijskih materijala na tržištu je raznolika, a možemo ih podijeliti na anorganske i organske materijale. Od anorganskih materijala najviše se koriste kamena i staklena vuna, dok je među organskim materijalima najpopularniji polistiren ili stiropor. Većina uobičajenih toplinsko izolacijskih materijala ima koeficijent toplinske vodljivost k = 0,030-0,045 W/mK, pa potrebna debljina za koeficijent prolaska topline U = 0,40 W/m2K iznosi 8-11 cm. Kod toplinske izolacije ne smijemo zanemariti ulogu materijala od kojih neki već imaju vrlo visoke toplinske karakterisitke kao što su porozirana termo opeka i probeton. Ti materijali zamjenjuju od 8-25 cm toplinske izolacije ovisno o debljini zida.
Ostali materijali s toplinsko izolacijskim svojstvima su i glina, perlit, vermikulit, kokos, pamuk, lan, drvena vuna, celuloza, pluto, balirana slama i drugo. Sve veća potražnja za toplinsko izolacijskim materijalima u sve većim debljinama dovela je do razvoja novih tehnologija, pa se tako danas u svijetu mogu naći i prozirna i vakuumska toplinska izolacija. Prozirna izolacija omogućava prijem Sunčeve energije i prijenos u zgradu, a istovremeno sprječava kao i obična toplinska izolacija gubitke topline iz zgrade. Vakuumska izolacija radi se u modularnim panelima, a zbog izuzetnih izolacijskih svojstava potrebne su znatno manje debljine od konvencionalne toplinske izolacije za ista toplinska svojstva. Ova je izolacija još uvijek vrlo skupa i primjenjuje se najviše kod sanacija objekata gdje nije moguće ugraditi veće debljine izolacije zbog npr. spomeničke vrijednosti objekta.

### Grijanje stambenih prostora
Zadatak grijanja stambenih prostora je osiguranje odgovarajućih uvjeta u prostoru kako bi se ostvarila toplinska ravnoteža između ljudskog tijela i njegove okoline i time ostvario osjećaj ugode. Čimbenici koji utječu na ugodnost su osim odjeće i fizička aktivnost, temperatura zraka, temperatura zidova, vlažnost zraka, brzina strujanja zraka i njegova kvaliteta. Grijanjem prostorija može se utjecati samo na dva od navedenih čimbenika, a to su temperatura zraka i temperatura zidova. Na ostale čimbenike može se utjecati samo putem sustava klimatizacije prostora.
Srednja temperatura zraka u prostoriji (osjetna temperatura) i srednja temperatura zidova moraju biti ravnomjerne po cijelom prostoru i to u području od 20 °C do 22 °C (± 1°C), pri čemu se uspostavlja trajna ravnoteža između tjelesne topline nastale metaboličkim procesima i one odane okolini. Od sustava grijanja traži se mogućnost regulacije temperature u određenim granicama i s određenom brzinom reakcije. Sustav grijanja mora biti takav da ne utječe na kvalitetu zraka i uvjete ugode u prostorima (štetni plinovi, prašina, buka, propuh).

### Ventilacija i hlađenje stambenih prostora

#### Ventilacija
Zadaća ventilacije u zgradama je stalna zamjena onečišćenog zraka iz prostorije, svježim zrakom iz slobodne atmosfere radi održavanja potrebnih higijenskih uvjeta neophodnih za zdrav i ugodan boravak ljudi. Uloga ventilacije je također zagrijavanje zraka ako je potrebno, odstranjivanje suvišne vlage i štetnih plinova iz prostora, te rashlađivanje zraka u ljetnom razdoblju. Za ugodno stanovanje i očuvanje zdravlja i pune radne sposobnosti osoba, važne su sljedeće preporuke:
- temperatura zraka zimi u stambenim bi prostorijama trebala bit 21 ± 1 °C. Ljeti su ugodne temperature između 24 i 26 °C;
- odstupanja srednje temperature obodnih površina (zidovi) od temperature zraka, ne smije iznositi više od 2 do 3 °C;
- zimi je udobna relativna vlažnost zraka od 40% do 50%, a ljeti 50 ± 5%. Vrijednosti ispod 30% medicinski su nepoželjne, jer imaju za posljedicu isušivanje dišnih puteva;
- brzina strujanja zraka u zoni boravka osoba trebala bi biti od 0,1 do 0,3 m/s.

#### Hlađenje stambenog prostora
Rashladne jedinice koje se koriste u stambenim prostorima najčešće su kompresijski rashladni sustavi za hlađenje zraka, pri čemu je kondenzator hlađen zrakom. Kao radne tvari u rashladnim sustavima koriste se halogenirani ugljikovodici (freoni) iz skupine HFC-a, koje još nazivamo ekološki prihvatljive radne tvari (R407C, R410A). Još uvijek se u postojećim uređajima koristi i radna tvar R22 iz skupine HCFC-a, ali zbog štetnog utjecaja na razgradnju ozona, njena uporaba u novim uređajima je zabranjena od početka 2006.

#### Toplinske pumpe ili dizalice topline
Toplinske pumpe ili dizalice topline su sustavi jeftinog i ekološki čistog načina grijanja, one mogu crpiti toplinu iz vode, zemlje ili zraka. Rade na principu sličnom kao i rashladni uređaji. Osnovni proces koji objašnjava njihov rad je lijevokretni Carnotov kružni proces. Toplinske pumpe najčešće koriste freone kao rashladni medij, a mogu i neke druge plinove (npr. amonijak). Najjednostavniji oblici toplinskih pumpi su klima uređaji koji griju i hlade, tzv. inverteri. Oni crpe toplinu iz zraka, najlakši su za ugradnju i najjeftiniji. Složeniji oblici koji daju i više energije su sustavi koji se ukapaju pod zemlju gdje se koristi unutarnja toplina zemlje koja podiže temperaturu rashladnog medija (najčešće nekog od plinova freona). Toplinske pumpe danas još nisu stekle široku primjenu iako su bolji izvor grijanja od fosilnih goriva koja polako nestaju, zagađuju okoliš i imaju stalan porast cijena.

### Priprema potrošne tople vode
Na pripremu potrošne tople vode (PTV) u prosječnom kućanstvu u kontinentalnom dijelu Republike Hrvatske otpada otprilike 20% ukupne godišnje potrošnje toplinske energije, dok se ostatak troši na grijanje prostora (~73%) i kuhanje (~7%). U primorskim dijelovima taj je udio energije za pripremu PTV-a još i veći. Prosječni građanin potroši dnevno od 200 do 300 litara pitke vode, od čega u prosjeku od 40 dp 70 litara otpada na potrošnu toplu vodu temperature 45 °C koja se uglavnom koristi za održavanje osobne higijene i pranje posuđa. U sezoni kada nema grijanja priprema, PTV-a predstavlja pojedinačno najveći izdatak za energiju jednog kućanstva, bez obzira koji se energent koristi. Učinkovita priprema i korištenje PTV-a može stoga znatno utjecati na smanjenje ukupnih troškova za energiju u kućanstvu.

### Potrošnja električne energije u kućanstvu
U Hrvatskoj je danas vrlo teško naći kućanstvo koje nema dostupa do električne energije. Većina kućanstva u Hrvatskoj opremljena je štednjakom, hladnjakom, ledenicom za duboko zamrzavanje, perilicom rublja, bojlerom za pripremu tople vode, te televizorom i radioprijemnikom. Također, u stalnom porastu je broj kućanstava koja uz navedenu opremu imaju i sušilice rublja, perilice posuđa, mikrovalne pećnice, osobna računala, te uređaje za hlađenje unutarnjeg boravišnog prostora.
Jedna trećina (33%) ukupno utrošene električne energije u hrvatskim kućanstvima koristi za grijanje prostora i pripremu sanitarne tople vode. Naravno, u kućanstvima u kojim se električna energija koristi za grijanje i pripremu tople vode, njen udio u ukupno utrošenoj energiji je bitno veći i vrlo često prelazi i 60%. Prikazana bilanca se odnosi na cijeli sektor kućanstva i treba uzeti u obzir da se u dobrom dijelu kućanstava za grijanje i pripremu tople vode koriste drugi energenti kao na primjer prirodni plin ili toplina iz javnog toplinskog sustava. Osuvremenjivanjem sustava grijanja i pripreme sanitarne tople vode, te zamjenom električne energije prirodnim plinom, ukapljenim naftnim plinom ili eventualno biomasom, otvorio bi se veliki potencijal za smanjenje potrošnje električne energije. Ako je električna energija jedini dostupan energent za grijanje prostora, ugrađivanjem dizalice topline, umjesto električnih radijatora ili peći, može se, uz zadržavanje istoga stupnja ugodnosti boravka u prostoru smanjiti potrošnja električne energije za 2 do 4 puta. Ugradnjom dizalice topline uz grijanje zimi, isti uređaj se koristi i za eventualno hlađenje prostora u ljetnim mjesecima.
Veliki udio električne energije koja se troši u kućanskim aparatima (hladnjaci, ledenice, perilice, sušilice itd.), te za kuhanje (štednjaci, pećnice), ukazuje na činjenicu da se u Hrvatskoj još uvijek koristi razmjerno veliki broj starih, energetski manje učinkovitih, električnih uređaja. Visina ukupnih troškova u kućanstvu izravno ovisi o potrošnji električne energije pojedinih kućanskih uređaja. Značajne uštede u potrošnji električne energije se mogu ostvariti ako se potrošači prilikom zamjene ili kupnje novih uređaja odluče i na kupnju nove generacije nešto skupljih uređaja koji troše manje električne energije. To su svi oni uređaji s posebnom oznakom energetske učinkovitosti, koji svojim kupcima donose trajno niže kućanske troškove i smanjuju ukupnu potrošnju električne energije u cijeloj zemlji.

### Električna rasvjeta
Ušteda uvođenjem novog rasvjetnog sustava sa štednim žaruljama, sastoji se od nekoliko elementa: ušteda električne energije zbog smanjene potrošnje rasvjetnog sustava, ušteda na troškovima nabave zbog duljeg vijeka trajanja žarulje, ušteda električne energije zbog smanjenja dodatnog zagrijavanja prostora uzrokovanog rasvjetom (ušteda na hlađenju prostora), povećana udobnost i sigurnost zbog veće pouzdanosti rasvjetnog sustava, smanjenje opterećenja napojnih vodova. Ipak treba napomenuti da kao i sve fluorescentne cijevi, tako i štedna žarulja sadrži živu, koja je vrlo otrovna, i zbog toga su veliki problemi s odlaganjem uporabljenih žarulja, koje nisu dobre za okoliš. 